# Prijs der Nederlandse Letteren
Der Prijs der Nederlandse Letteren (Preis der Niederländischen Literatur) ist einer der bedeutendsten Literaturpreise der niederländischen Sprache. Er wird seit 1956 alle drei Jahre von der Niederländischen Sprachunion (Nederlandse Taalunie) vergeben, die sich dabei durch eine unabhängige Jury beraten lässt. Nachdem der Preisträger des Jahres 2007, Jeroen Brouwers, die Höhe des Preisgeldes als zu niedrig befunden und die Annahme abgelehnt hatte, wurde das Preisgeld von 16.000 Euro auf 40.000 Euro erhöht. Außerdem wurde die turnusmäßig für das Jahr 2010 vorgesehene nächste Preisverleihung wegen der Verweigerung durch Brouwers auf 2009 vorgezogen.
Der Preis wird an Schriftsteller aus Flandern (Belgien), den Niederlanden und Suriname vergeben. Die Jury setzt sich aus drei niederländischen, drei flämischen und einem surinamischen Mitglied zusammen. Den Vorsitz hat abwechselnd ein flämisches und niederländisches Mitglied inne.
Der Preis wird im Wechsel jeweils in einem Land durch das jeweilige Staatsoberhaupt überreicht. Eine Ausnahme gab es nur 2001, als sich der belgische König weigerte, den Preis an den des Kindesmissbrauch verdächtigen Lebensgefährten des erkrankten Preisträgers Gerard Reve zu überreichen und dies einem Beamten der Niederländischen Sprachunion überließ.

## Preisträger
- 2024: Tom Lanoye
- 2021: Astrid Roemer
- 2018: Judith Herzberg
- 2015: Remco Campert
- 2012: Leonard Nolens
- 2009: Cees Nooteboom

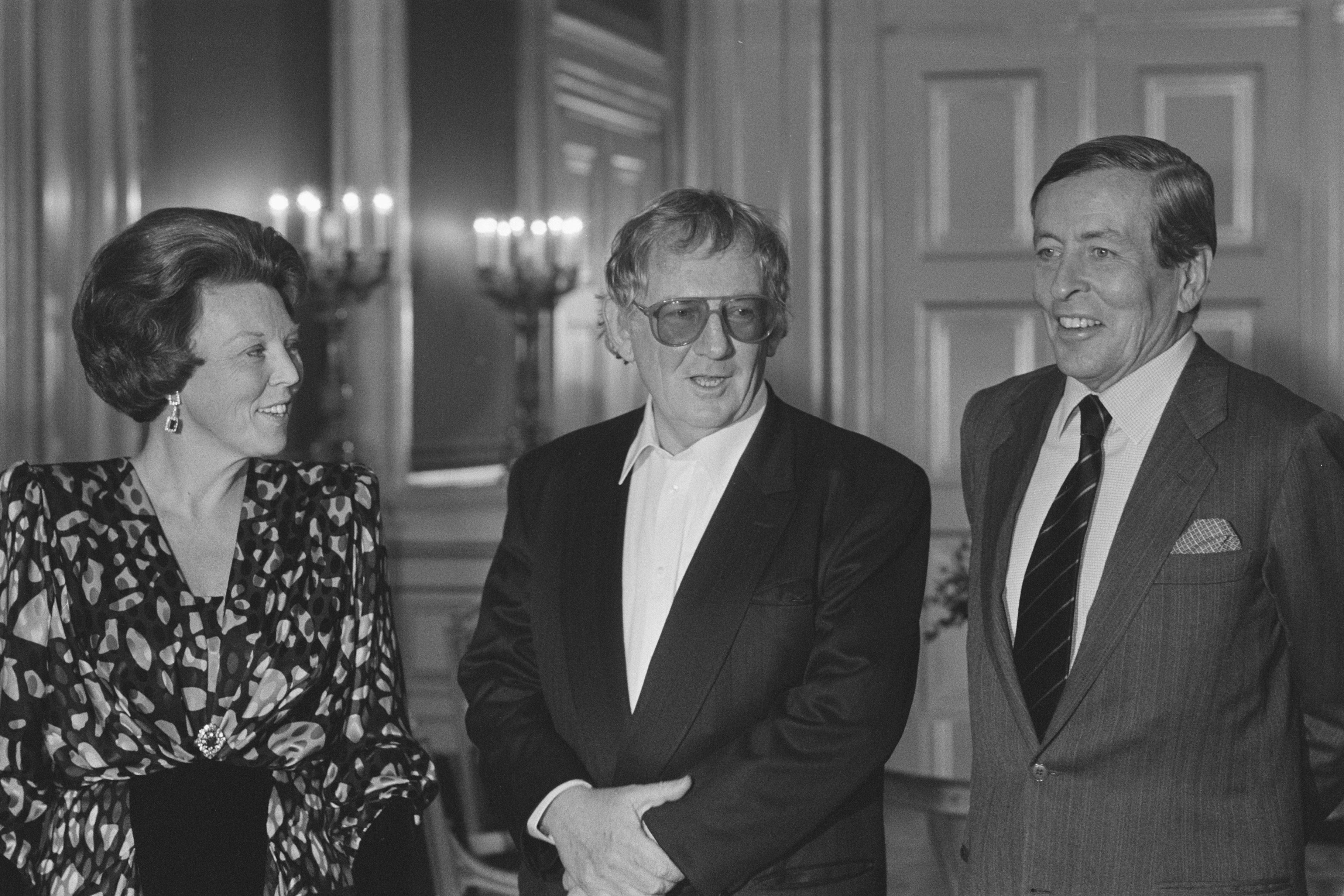
Hugo Claus (1986)

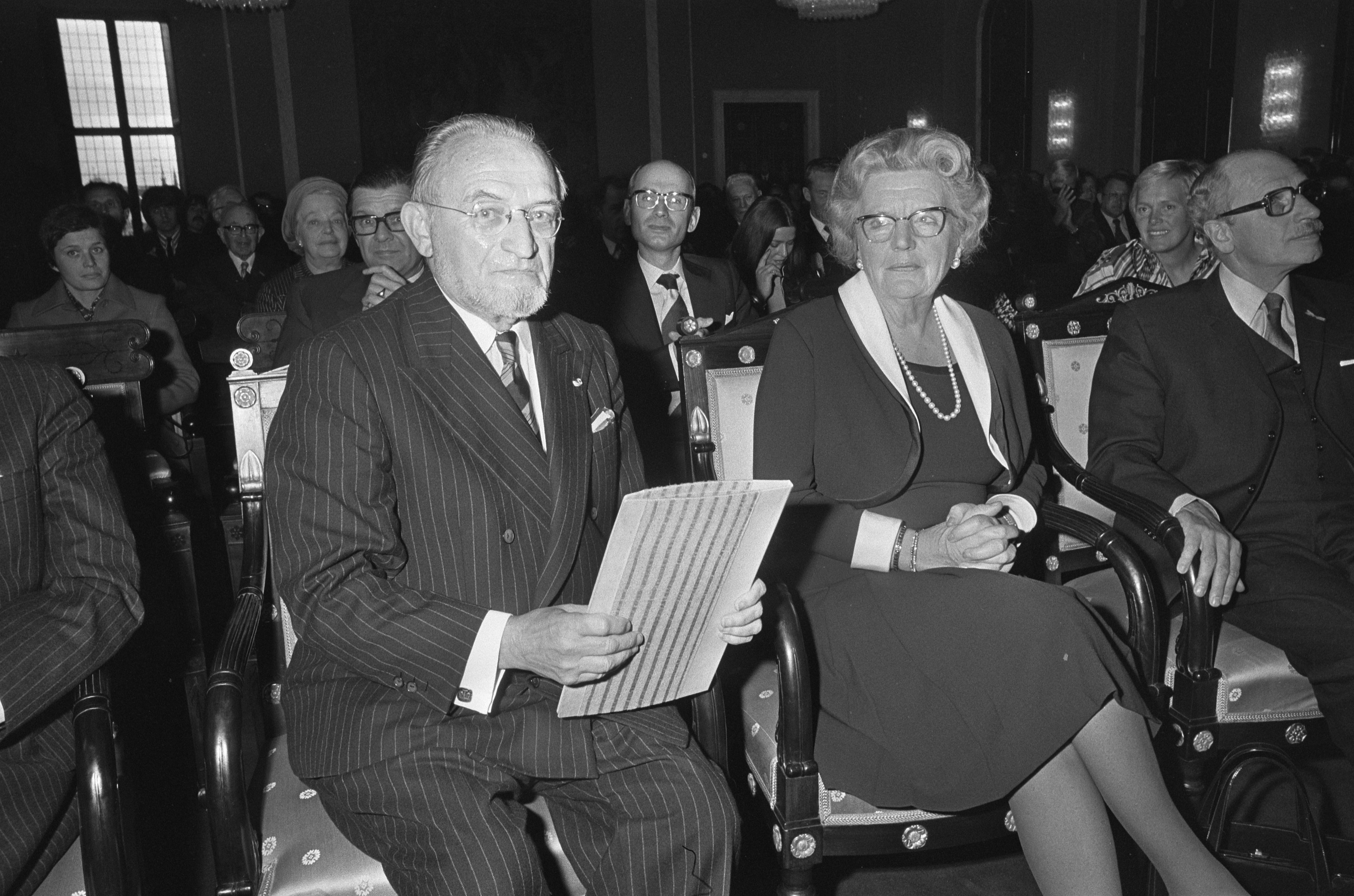
Marnix Gijsen (1974)

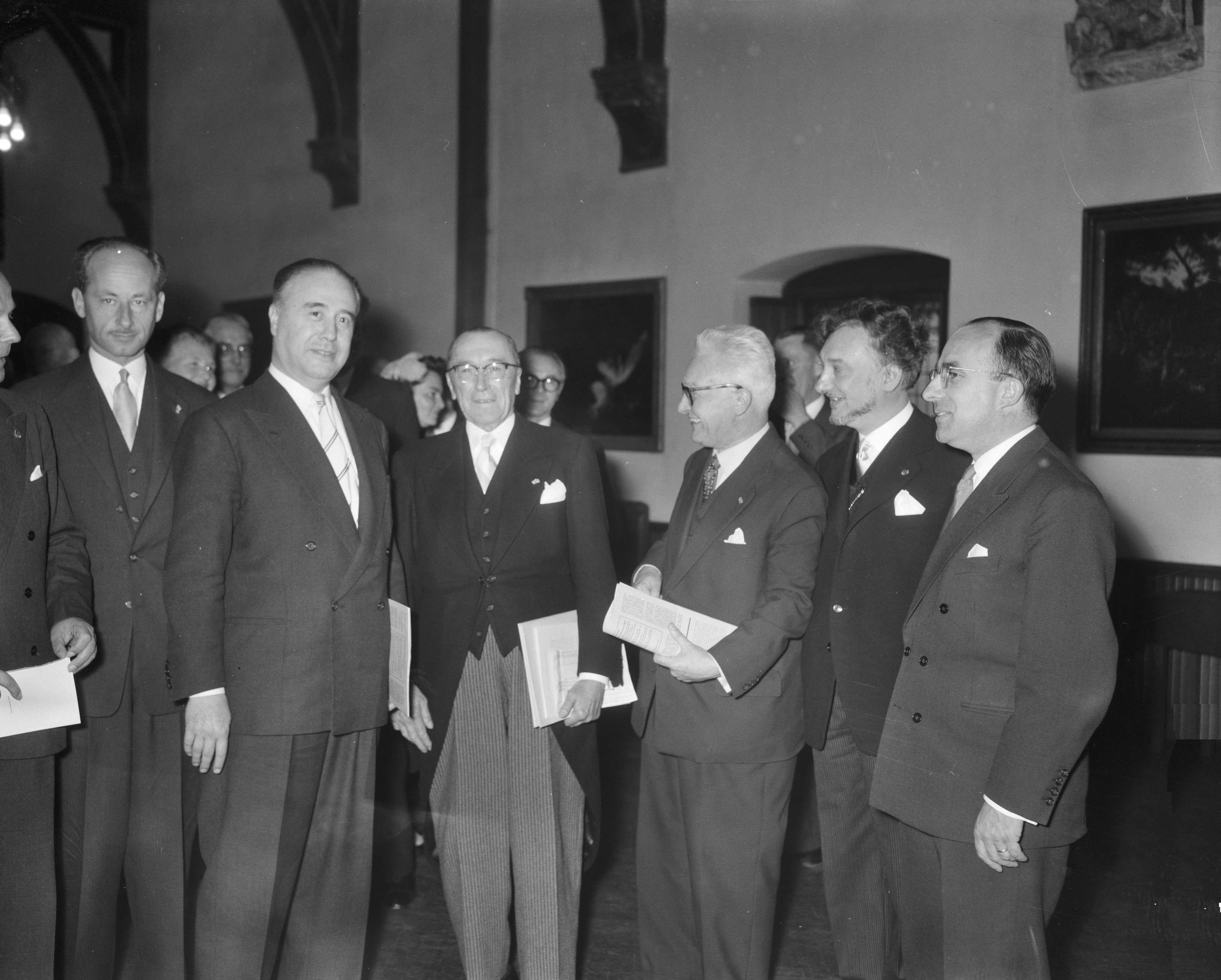
Herman Teirlinck (1956)

- 2007: Jeroen Brouwers (verweigerte die Annahme)
- 2004: Hella S. Haasse
- 2001: Gerard Reve
- 1998: Paul de Wispelaere
- 1995: Harry Mulisch
- 1992: Christine D’haen
- 1989: Gerrit Kouwenaar
- 1986: Hugo Claus
- 1983: Lucebert
- 1980: Maurice Gilliams
- 1977: Willem Frederik Hermans
- 1974: Marnix Gijsen
- 1971: Simon Vestdijk
- 1968: Gerard Walschap
- 1965: J.C. Bloem
- 1962: Stijn Streuvels
- 1959: Adriaan Roland Holst
- 1956: Herman Teirlinck